# OrgRef
OrgRef was een open toegankelijke dataset van academische en onderzoeksinstituten wereldwijd.
De dataset met ruim 30.000 entries wordt o.a. vanuit Wikipedia opgebouwd en bestaat uit de volgende elementen:
| kolom     | uitleg                              |
| --------- | ----------------------------------- |
| naam      | Engelstalige naam van het instituut |
| land      | ISO code                            |
| staat     | in de VS                            |
| level     | type instituut                      |
| Wikipedia | pagina Engels                       |
| Wikidata  | item / link                         |
| VIAF      | ID / link                           |
| ISNI      | ID / link                           |
| GRID      | ID / link                           |
| website   | link                                |
| ID        | van OrgRef                          |

Maandelijks wordt de data bijgewerkt en is deze als kommagescheiden bestand vrij te downloaden. Door dit open formaat is de dataset in andere systemen toe te passen. OrgRef is in 2014 gebouwd en wordt beheerd door DataSalon. In maart 2018 kondigde de organisatie aan te stoppen met onderhoud van deze dataset, en verwijst door naar vergelijkbare initiatieven van GRID en ORCID.